# Wilmore (Kentucky)
Wilmore város az Amerikai Egyesült Államok Kentucky államában, Jessamine megyében. Lakosainak száma 5999 fő (2020. április 1.).

## Népesség
A település népességének változása:

| 2010 | 3 686 |
| 2020 | 5 999 |